# Дружба-1 (жилищен комплекс)
„Дружба-1“ е жилищен комплекс в широкия център на град Хасково. Кварталът се обслужва от автобусни линии- 5, 102 и 104 и тролейбусни линии- 108 и 308

## Обекти
В комплекса се намират:
- Детска градина № 20 „Весели очички“
- Детска градина № 3 „Зорница“
- Основно училище „Св. Иван Рилски“
- Средно училище „Васил Левски“
- ОП „Младежки център“
- Спортна зала „Спартак“
- Национален осигурителен институт
- Медицински център Втора поликлиника
- Медицински център Трета поликлиника